# 雪莉 (科羅拉多州)
雪莉（英語：Shirley）是位於美國科羅拉多州艾爾帕索縣的一個非建制地區。該地的面積和人口皆未知。

## 地理
雪莉的座標為38°54′04″N 104°39′12″W / 38.90111°N 104.65333°W，而該地的平均海拔高度為2034米（即6676英尺）。